# Juan Martín Maldacena
Juan Martín Maldacena  (Buenos Aires, 10 de septiembre de 1968) es un destacado físico teórico argentino. Entre sus muchos aportes al campo de la teoría de supercuerdas (o Teoría M), se encuentra la denominada «conjetura de Maldacena», «dualidad de Maldacena» o correspondencia AdS/CFT, que propone la equivalencia entre ciertas teorías de gravedad cuántica y cualquier teoría conforme de campos bajo determinadas condiciones que satisfacen el principio holográfico.

## Biografía

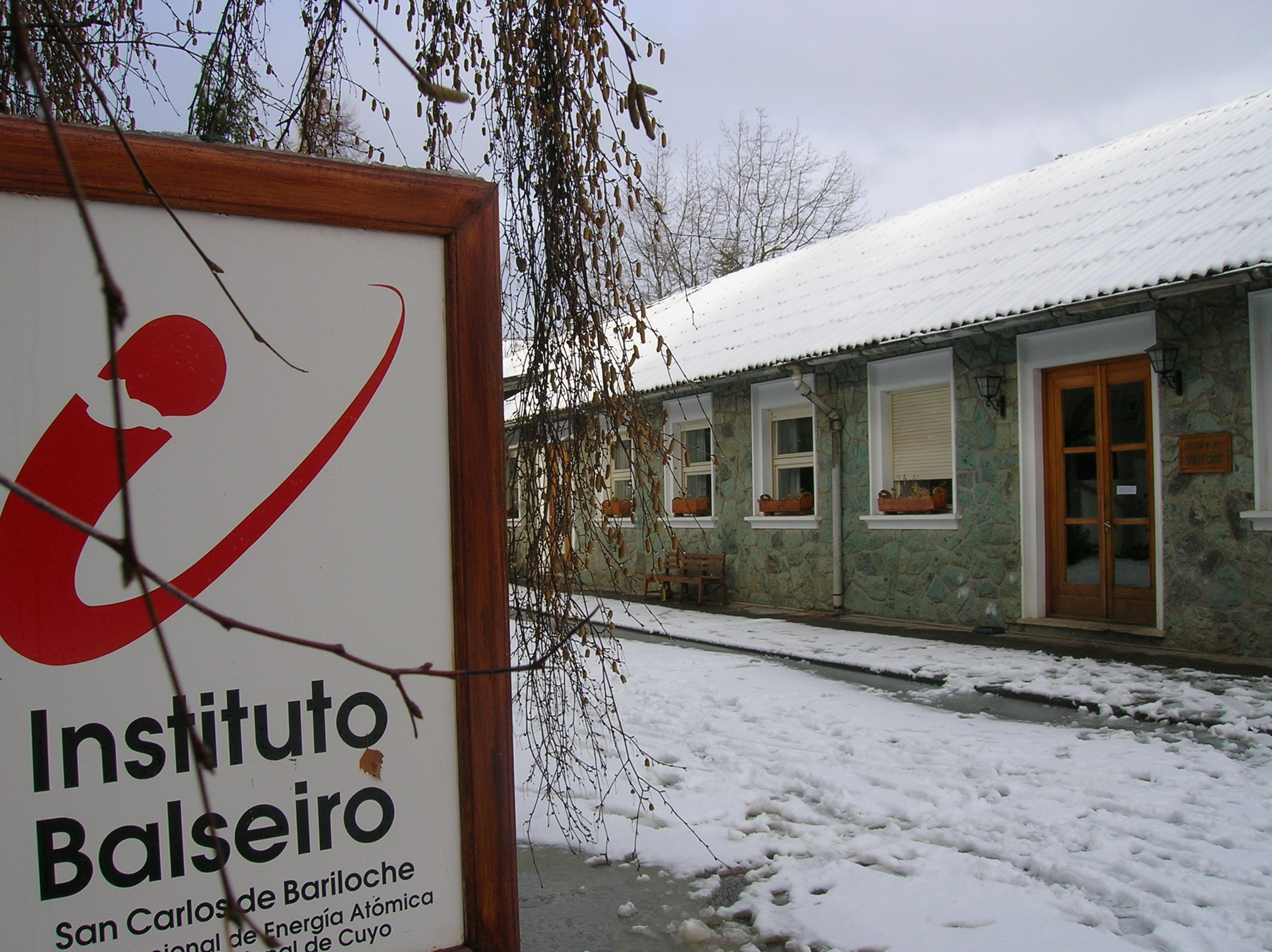
Instituto Balseiro, donde Maldacena obtuvo su licenciatura en Física.

Maldacena cursó su enseñanza media en el Liceo Militar General San Martín —partido de San Martín, provincia de Buenos Aires— egresando como bachiller y subteniente de reserva de armas de infantería del Ejército Argentino.En 1986 inició sus estudios superiores en la Universidad de Buenos Aires hasta 1988, cuando fue aceptado para proseguir su formación en el Instituto Balseiro de Bariloche, donde en 1991 obtuvo su licenciatura en física.
Posteriormente realizó su postgrado bajo la supervisión de Curtis Callan y fue nombrado doctor por la Universidad de Princeton en 1996. Ese mismo año desempeñó un cargo postdoctoral en la Universidad Rutgers.
En 1997 se unió a la Universidad de Harvard como profesor asociado —entonces el profesor asociado vitalicio más joven de la historia de Harvard— y en 1999 ascendió a profesor titular.
En 1998, The New York Times lo mencionó dada la conmoción causada por su presentación en la principal conferencia anual de físicos, cuando presentó la conjetura Maldacena, una hipótesis relacionada con la teoría de cuerdas que logra solucionar inconsistencias entre la relatividad general y la mecánica cuántica.Las aportaciones teóricas de Maldacena le granjearon gran reconocimiento y prestigio, siendo un referente en su campo.
Desde 2002 ha sido profesor en el Instituto de Estudios Avanzados de Princeton.
En 2006 la Intellectual Property & Science de Thomson Reuters lo incluyó en un estudio sobre «Las mentes científicas más influyentes del mundo», en el que se enumeran a los más de 3000 científicos del mundo que publicaron el mayor número de artículos de divulgación y que se catalogan como el 1 % de los mejores por las citas recibidas en sus respectivos campos.[cita requerida]
En 2012 fue honrado con el nuevo Premio Yuri Milner a la física fundamental. La distinción le dotó con tres millones de dólares. En ese momento sus investigaciones estaban orientadas a la relación entre espacio y tiempo cuánticos y a las teorías de partículas.
En 2013 obtuvo el Premio Konex de Brillante como la figura más destacada de la década en la ciencia y tecnología de Argentina, premio compartido con Alberto Kornblihtt.
En 2016 la Unidad de Intellectual Property & Science de Thomson Reuters lo incluyó en un estudio sobre «Las mentes científicas más influyentes del mundo».
En 2018 recibió la Medalla Lorentz por su contribución a la comprensión de la física cuántica de los agujeros negros y por ser el primero en proponer una relación fundamental entre la teoría cuántica de campos y la gravedad cuántica —teoría conocida como Conjetura Maldacena o correspondencia AdS/CFT—, siendo así el único científico de habla hispana y de Iberoamérica en haberla recibido.
Se declara católico practicante, y fue nombrado en 2013 miembro de la Academia Pontificia de las Ciencias. Antes —en 2002— ya había recibido de manos de Juan Pablo II la Medalla Pío XII por «la sobresaliente investigación en su campo».
Está casado y tiene 3 hijos.

## Investigaciones
Juan Maldacena ha realizado importantes avances relacionados con la teoría de cuerdas, un marco de unificación teórica de los dos grandes pilares de la física contemporánea: la mecánica cuántica y la teoría de la relatividad general, de Einstein. Maldacena ha propuesto una relación sorprendente entre dos sistemas aparentemente diferentes:
1. La teoría de cuerdas de Tipo IIB propagándose en un espacio-tiempo con una geometría dada por el producto de un espacio anti de Sitter 5-dimensional y una 5-esfera.
2. Una teoría cuántica de campos en 4 dimensiones con simetría gauge SU(N) y supersimetría N=4.

Su descubrimiento es conocido como «la conjetura de Maldacena», la «correspondencia AdS/CFT» o la «correspondencia gauge/cuerda». Se trata de una relación explícita del principio holográfico —de Gerard 't Hooft y Leonard Susskind—, que relaciona una teoría con interacciones gravitacionales con una teoría sin gravedad y en un número menor de dimensiones. Tiene profundas implicaciones para el estudio de la gravedad cuántica. Por ejemplo, la correspondencia permite en principio estudiar la descripción microscópica y la dinámica de un agujero negro, y la paradoja de la pérdida de información en agujeros negros, utilizando el punto de vista dual de un proceso en una teoría cuántica de campos. Esto implica automáticamente que la formación y evaporación de agujeros negros es un proceso descrito de forma unitaria en mecánica cuántica, y que la información no se pierde al caer a un agujero negro. Por otro lado, la correspondencia tiene también aplicación al estudio de fenómenos de interacción fuerte en teorías gauge mediante el dual gravitacional. De hecho, el uso de técnicas basadas en la correspondencia AdS/CFT han supuesto nuevos puntos de vista sobre problemas de QCD como el del confinamiento, y están encontrando aplicación en el análisis de las propiedades del plasma de quarks-gluones, experimentalmente obtenido en el experimento RHIC.
La propuesta de esta correspondencia por parte de Maldacena, y su amplia y profunda investigación sobre sus diversas ramificaciones, le han significado un reconocimiento mundial de la comunidad científica.

### Principio holográfico
El trabajo de Maldacena que más interés despertó por parte de la comunidad de físicos fue un artículo de 1997, donde Maldacena construía un modelo de universo de diez dimensiones espaciales, que justificaba en cierto modo la hipótesis del principio holográfico avanzada por otros teóricos, como Leonard Susskind.
La idea de Maldacena entusiasmó a los físicos, entre otras razones porque resolvía aparentes inconsistencias entre la física cuántica y la teoría de la gravedad de Einstein, como la pérdida de información en agujeros negros, al sugerir que cierta versión del principio holográfico era aplicable a su modelo. Este trabajo proporcionó, por tanto, una "dualidad" que les permitía resolver problemas de un modelo que parecían no tener respuesta en el otro, y viceversa.
Si bien su trabajo es sugerente y teóricamente bien fundado, es difícil encontrar pruebas empíricas del principio holográfico o de la corrección de la dualidad propuesta. Aunque un artículo de Yoshifumi Hyakutake de la Universidad de Ibaraki, Japón, publicado en la revista científica Nature ha proporcionado, si no una prueba empírica, al menos una justificación convincente de que la conjetura de Maldacena es cierta. Hyakutake estimó la energía interna de un agujero negro, la posición de su horizonte de sucesos —el límite entre el agujero negro y el resto del universo—, su entropía y otras propiedades sobre la base de las predicciones de la teoría de cuerdas, así como a los efectos de las llamadas partículas virtuales que aparecen continuamente dentro y fuera de la existencia. En otro artículo Hyakutake y sus colaboradores calcularon la energía interna del correspondiente universo de dimensión inferior sin gravedad. Los dos cálculos coinciden. Maldacena expresó que:

Parece que es un cálculo correcto [...] son una forma interesante de demostrar muchas ideas de la gravedad cuántica y la teoría de cuerdas. [...]

Igualmente, Leonard Susskind, físico teórico de la Universidad de Stanford, en California, añadió sobre los trabajos de Hyakutake y Maldacena que:

Numéricamente han confirmado, tal vez por primera vez, algo de lo que estábamos bastante seguros pero era todavía una conjetura: que la termodinámica de ciertos agujeros negros puede ser reproducida desde un universo dimensional inferior.

## Premios
Ha obtenido los siguientes premios
- Sloan Fellowship (1998)
- Packard Fellowship (1998)
- Premio Unesco Husain para jóvenes científicos (1999)
- Becas MacArthur (1999)
- Premio Sackler en física (2000)
- Premio Xanthopoulos en Relatividad General (2001)
- Medalla Pío XII (2002)
- Premio APS Bouchet (2004)
- Premio Dannie Heineman de Física Matemática (2007)
- Premio Dirac (2008)
- Medalla Oskar Klein (2012)
- Premio Pomeranchuk (2012)
- Premio Breakthrough en Física Fundamental de Yuri Milner (2012)
- Premio Konex de Brillante y de Platino, disciplina Física y Astronomía (2013)
- Medalla Lorentz (2018)
- Medalla Albert Einstein (2018)[12]
- Medalla Galileo Galilei (2019)[13][14]